# Casa Delune
La Casa Delune, también llamada el Château o Château Feys, por uno de sus propietarios, es probablemente la obra más conocida del arquitecto Léon Delune. 
Situada en el n°86 de la Avenida de Franklin Roosevelt, en Bruselas, esta construcción es resultado de una sorprendente mezcla de estilos art nouveau y ecléctico con influencias bizantinas. 
La casa fue construida en 1904 con vistas a la organización de la exposición universal de bruselas de 1910. Aunque todavía no se había decidido la ubicación definitiva de la exposición, la planicie de Solbosch, situada en esa época en pleno campo, parecía un lugar probable. Como todavía no se había fijado el trazado de las calles, la casa se concibió con una entrada en cada fachada.
En 1907 la casa fue vendida a la familia Feys. De los numerosos edificios y pabellones construidos para la exposición, la casa Delune es el único vestigio que queda. Durante la exposición, los propietarios alquilaronn la casa, que se convirtió en un cabaret en el que los visitantes podían disfrutar por primera vez en Bélgica del jazz ragtime, interpretado por un grupo afroamericano llamado American Negros minstlers Alabama USA. La casa se libró del terrible incendio que arrasó la exposición el 14 y el 15 de agosto de 1910.

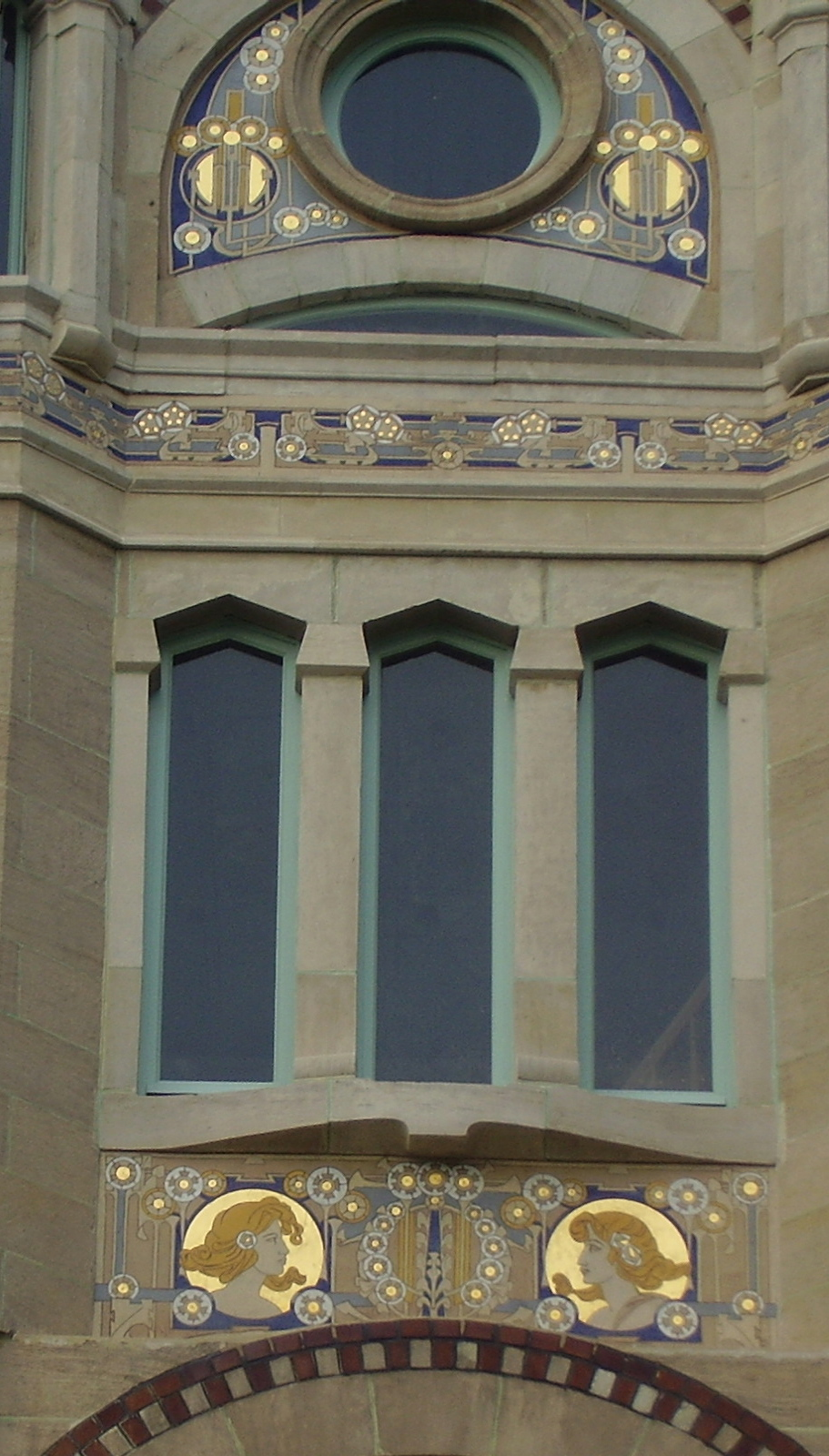
Esgrafiados de Paul Cauchie

Hacia 1920, el propietario, René Feys, encargó varias transformaciones de la fachada posterior al arquitecto Georges Hobé. Feys se expatrió a Estados Unidos poco antes de la II Guerra Mundial, y en esa época, la casa fue ocupada por un destacamento del ejército alemán.
Tras la liberación, la casa quedó abandonada y fue saqueada varias veces, desapareciendo numerosos elementos de la decoración interior, entre ellos las chimeneas y el parquet de varias habitaciones. Incluso robaron el águila dorada que corona la torre, de hierro colado, con un peso de 350 kg, aunque afortunadamente fue recuperada en un anticuario en 1999. La casa fue después habitada por okupas y se utilizó como lugar de fiestas para los estudiantes de la universidad vecina. También hubo rumores de que los sótanos se usaban para actividades poco recomendables como tráfico de armas y misas negras.
Hasta 1994, la administración de la Región de Bruselas-Capital no inició el procedimiento para catalogar el edificio.
La restauración realizada por el arquitecto Francis Metzger, fue complicada y se interrumpió en varias ocasiones, terminando en 2005. Una afortunada casualidad hizo que se descubrieran en el ático de la casa Cauchie los proyectos originales de los esgrafiados realizados por Paul Cauchie para la casa Delune, lo que permitió restaurarlos de forma idéntica.
Actualmente, la casa pertenece al gobierno de los Emiratos Árabes Unidos, que pretende ubicar allí su embajada en Bélgica. Las obras de acondicionamiento han provocado polémica entre los vecinos, contrarios a la tala de árboles del jardín y a la construcción de un aparcamiento subterráneo.
La escritora bruselense Jacqueline Harpman ambientó en la casa Delune la trama de su novela «Le bonheur dans le crime».